# 青年新政
青年新政（英語：Youngspiration，簡稱青政），是一個主張香港民族自決的本土派政黨。青政反對香港「中國化」、「赤化」，要求「港中區隔」，成員逾百人。

## 簡介
與其他主張街頭抗爭的本土派政黨不同，青年新政是個屬於主張走「議會路線」的本土派政團，認為議會上應該有屬於本土派的聲音，通過議會帶動本土思潮，並主張本土大團結。因而在成立初期，已經表明會積極考慮參選2015年香港區議會選舉，目標為葵青區、中西區及油尖旺區。青年新政亦與不同本土派組織積極合作，如在2016年香港立法會選舉與另一本土組織本土民主前線合作選舉工程。此外，青政亦曾與香港民族黨聯同本民前合作社會運動，以把「獨派」進入立法會。
青年新政表明只接受小額捐款，暫定每人上限5萬港元，以免遭到金主操控。

## 歷史
2014年12月15日，雨傘革命最終被清場，有不少人對抗爭多日毫無成果心生不忿，開始思考未來的前途走向，他們當中有些人組織了不同的政治團體，用自己相信可行的方式延續，而青年新政正是在此一大環境誕生。
青年新政的成立過程相當有戲劇性，有別於其他傘後組織，其組織成員並非在佔領區中互相認識，他們自稱自己較「面目模糊」，並非識很多朋友的那種人，最初是召集人梁頌恆眼見佔領區快要清場，覺得是時候要做點事繼續抗爭，所以嘗試以人傳人的方法尋找同道中人，希望成立一個組織。有一天，其中一位成員黎耀駿收到一個手機訊息，於是在晚上11時，就去了一個非常隱閉的地點——K房，與另外四人召開首次會議。這次會議後，大家對於成立組織已有初步計劃，於是透過朋友介紹的方式找人加入。然後一眾成員馬不停蹄地落區、製作宣傳品、討論政綱、派傳單，開始積極準備2015年香港區議會選舉，而成員的職業也各式各樣，除了有醫生、會計師、律師外，甚至有商業調查顧問，全部都是利用工餘時間參與選戰，後來他們亦吸納了有意參選油尖旺區的「高登區議會」計劃成員，成為最大的傘後組織。
青年新政的召集人梁頌恆於2月初接受香港電台節目《議事論事》的專訪，對於踏上從政之路的緣由，他以早前馬雲宣布撥出十億成立香港青年創業家基金為例子，當時馬雲被問會否接受佔領運動參與者的申請，他反問「Why not?（有何不可？）」，但又提醒青年人需要自律。梁頌恆指對他而言，若為了得到資金援助，而要放棄本身的理念和原則，他個人不會接受，尤其是經過雨傘革命後，他更願意香港擁有一個公平、公義的制度。他亦稱，某些香港現存的優勢，若果輸掉了便真的失去了，更有些甚至可能窮一生、一代人之力都追不來，而在七十九日佔領街道但無功而還後，也明白管治香港的責任不能再假手於人，故成立政治組織，積極考慮參加2015年區議會及2016年立法會選舉。
對於青年新政有何政治價值的疑問，梁頌恒表示其成員大部份為政治素人，沒太多政治包袱；其次，香港大部分政黨都向外國人傾斜，故該組織希望真正為香港人工作。另一方面，發言人周世傑表示，由於香港的建制派猶如政府的應聲蟲，而傳統泛民又過份溫和，要根除黨魁那種「一言堂」的「大佬文化」並非一朝一夕，倒不如成立新的政治組織。
2015年2月尾的聚言時報專訪中，他們亦講述了走「議會路線」的緣由，例如理論上反對派議員應該負起領導社運的角色，但在反國教示威期間，抗爭的主力反而是一班中學生及家長，相應顯得議員的表現乏喜可陳，態度軟弱，再加上他們認為，目前的議會根本沒有代表捍衛港人權益的聲音，議員不單與年輕一代脫節，不少中老年人也對他們有所不滿，這也催生了他們走入「議會抗爭」的道路。
事實上，青年新政聲稱走向「議會路線」亦惹來不少網民的質疑，網民最大的疑問，就是當連佔領街頭都不能逼使政府讓步，走入議會投票、拉布根本毫無意義，但其成員黎耀駿解釋，議會的資源和權力是屬於港人，這些資源本身是中立的，不應因為有些議員濫用了，就否定了這些資源的價值；反而正因如此，港人才更加應該重奪這些資源，借助它們去服務社會。他更進一步指，區議會的資源本身就是用來服務港人，但因為十八區區議會都被港共壟斷了，大派蛇齋餅糭鞏固勢力，再藉此連任下去；然後泛民政黨就稱錢不夠多，無信心，於是未戰先降自我放棄，結果形成一個惡性循環，寶貴的公共資源就永遠被濫用。既然如此，他們希望打破這個規律，認真落區工作重奪議席，並希望結合其他有意出選區議會的傘後組織得到一個超級區議會的提名。

### 保法治反人蛇遊行
2015年5月21日，曾經在港逾期居留九年的男童肖友怀（中國大陸出生），在其外婆周紹璇及立法會議員陳婉嫻陪同下，前往入境处自首並召開記者會，期望政府运用酎情权，给予肖友怀居港权，事件惹起极大争议。多個團體包括「青年新政」、「本土民主前線」及「中大本土學社」決定在5月25日發起「保法治反人蛇大遊行」，要求政府按法律嚴正處理無證童事件，並擔心先例一開，香港身分證將會變成非法入境者「捉迷藏遊戲的獎勵品」。
青年新政在5月25日下午於銅鑼灣行人專用區設街站，主題為「保法治，反人蛇」，希望藉街站向公眾解釋「肖友懷案」。活動分設街站和遊行兩部份，而現場有大約有廿多名軍裝警察戒備，氣氛平和。當日下午2時半至5時，近二百人從銅鑼灣崇光百貨對出行人專用區出發，沿途高呼「三非童返大陸」、「濫用酌情權，香港會玩完」、「三非兒童，天理不容」等口號，抗議入境處發行街紙予肖友懷、以及教育局擬安排其入學。起步前，遊行團體要求警方開放一條行車線，最終警方封鎖銅鑼灣軒尼詩道一條西行線予遊行之用，並派出約五十名警員維持秩序，遊行氣氛平和。遊行隊伍約一小時後抵達灣仔入境事務大樓外，梁頌恆當場宣讀聲明，促請入境處勿濫用酌情權批准肖友懷留港，「堅守門檻，先例絕不可開」，又警告政府及各政黨須嚴正處理肖童案，若有殘害港人權益之舉措，必使賣港賊付上代價，另表示肖友懷「極速」獲發行街紙，處理不恰當，擔心此例一開，等同重開當年之抵壘政策，港人福利會被濫用。此外，梁頌恆及黃台仰皆稱從未見過政府辦事效率如此迅速，轉眼派下行街紙之際，又有高官揚言若肖友懷得到行街紙，會考慮給予學位。
本土民主前線發言人黃台仰亦將一個打開的煙霧滅蚤劑放在入境事務大樓門口，其後被警員移開。黃台仰表示當場點燃滅蝨彈，喻意「驅蝗」，暗示入境處若不替香港人把關驅蟲，香港人會自行驅之。青年新政則表示會每日按公開資料守則入紙，每日遞交20條問題，索取如新移民數字等資料，增加入境處行政成本，直至肖友懷一案得到妥善處理為止。若得不到妥善處理，他們不排除會有進一步行動。
2015年5月26日，青年新政黃埔社區主任鄺葆賢接受 DBC 數碼電台專訪，她評論政府過往處理很多事情時，並沒有從香港人的角度出發，令市民和政府失去互信。今次的「肖友懷案」中，入境處很快對肖友懷批出行街紙，令市民擔心入境處同樣不會以香港人的利益為先。鄺葆賢指，一旦先例一開，會令香港出現「三非兒童」，即父母均非香港人、非法留港的兒童，加重港人負擔。
同一日梁振英召開記者會，稱特區政府會秉公辦理「肖友懷案」，並譴責極少數激進人士，以衝擊破壞社會秩序的手法表達意見，他稱絕不容許不文明甚至犯法行為。此外他質疑若肖友懷並非從內地來港，有關人士是否還會用同樣手法表達不滿，惟有網民稍後回應指，若他非內地來港，政府會否同樣提供「一條龍服務」。
青年新政召集人梁頌恆對梁振英的發言作出回應，不認為有破壞社會秩序，並質疑政府今次的做法是搬龍門，因為2001年保安局曾發聲明，稱手持行街紙的兒童按規定無權入讀本地學校，不過今次政府就指只要入境處不反對，就可以為肖友懷提供教育機會，他擔心先例一開，將繼單非、雙非後引發新一輪災難。

### 區議會選舉
2015年香港區議會選舉，青年新政並沒有參加泛民區選的協調機制，指跟泛民在議題上或許有合作空間，但「不會在選舉作出協調，亦不會搞泛民的地盤」，更進一步解釋「唔搞泛民」的意思，例如某些選區，如觀龍及黃埔東，泛民知道必定大敗所以主動放棄角逐，這些選區他們亦會派人參選。其成員黎耀駿重申，他們的選舉策略並非狙擊泛民，但和泛民也不會是朋友。另一成員游蕙禎指出，若果某泛民政黨聲稱在某區「插旗」（例如掛上橫額），但青年新政轄下社區主任落區多次，卻從未見過這位人士出現，那麼青年新政亦無理由要去避讓。
對於會否向街坊透露傘後組織的身份，青年新政召集人梁頌恒表示，不會刻意淡化，街坊問起都會如實回答曾去佔領，不會迴避。他認為區議會要做實事，不止是叫政治口號，加上佔領已完結，當下應是「新的開始」。黎耀駿坦言，要「光復」區議會（即非建制派要取得過半數議席）的難度的確很大，但總要由零開始，「例如我留意到，葵青區要光復係相對較易，只要非保皇黨多取幾席，就已可扭轉壟斷局面」。

### 聲稱獲時代力量支持
2016年8月18日，青年新政發言人及新界西候選人黃俊傑向本土新聞記者表示台灣立法院第三大政黨、主張台獨的時代力量將來港為青年新政站台。然而，本土新聞報導有關消息後，時代力量隨即於其facebook專頁澄清報導與事實不符。黃在《立場新聞》的跟進報導中表示此事目前還在商討階段，《本土新聞》報導有誤。本土新聞亦澄清，指收到時代力量的回覆，確認時代力量並沒有打算來港，為「只引述黃俊傑的指稱，疏忽了向時代力量求証」，向時代力量致歉。。

### 拒參與泛民聯署
在2016年香港立法會選舉結束後，高票當選的朱凱廸遭到恐嚇，繼而發生元朗橫洲的公屋發展爭議，非建制派包括3名民主自決派議員及與泛民不和、熱血公民的鄭松泰皆有參與聯署譴責事件，但青年新政的游蕙禎及梁頌恆卻沒有參與，並表示與民主陣營看法相距甚遠。成報及後撰文批評香港中聯辦及梁振英為了借機加強權力而容許游及梁參與2016年立法會選舉，希望青政成員可成為會內關鍵少數，而不參與聯署是「露出狐狸尾巴」。

### 引發立法會宣誓風波和人大釋法，並被取消議員資格
青年新政的立法會議員梁頌恆及游蕙禎涉在誓詞前表示「捍衛香港民族」等，以及展示「HONG KONG IS NOT CHINA」（香港不是中國，有港獨含義）標語，並在宣誓時更改誓詞內容，把中華人民共和國中的「CHINA」讀成「支那」，被立法會秘書長陳維安拒絕監誓，不能參與選舉立法會主席程序。梁頌恆及游蕙禎的宣誓行為受到泛民主派及建制派的譴責及批評，引發宣誓風波，並導致11月7日人大釋法。香港政府於10月18日提出司法覆核，兩人於11月15日被香港高等法院取消議員資格。經過兩次上訴，2017年8月25日上訴被香港終審法院駁回。

## 地區工作
下表為媒體曾經報導過，有關該組織的地區工作：
| 地區   | 地區工作 |
| 中西區 | 社區主任周世傑與梁頌恆曾翻查區議會文件，發現有關堅尼地城應否設皇崗直通車站的議題，根本沒有通知街坊，全無諮詢，但2012年在中西區區議會已有此動議，故此他們在街站進行問卷調查，長遠將跟進區內應否興建酒店的問題，將自由行旅客過多的議題與社區扣連。                                                                                             |
| 葵青區 | 青年新政成員設立了「青鴻路土地用途 － 公民反建議」意見板，讓青衣街坊寫下對家園旁土地的願景，讓在土地規劃過程中被政府漠視的居民能重拾發表意見的機會。 |
| 全港   | 聯同長沙灣社區發展力量、灣仔廣義、美孚家‧政、東九龍社區關注組、屯門社區關注組以及慈雲山建設力量等多個「傘後組織」組成的「+4」行動平台，建議政府放寬小巴座位上限至20個，以減少等候時間。他們經調查發現，逾3成受訪者繁忙時段等候時間接近15分鐘。與會團體表示，不少小巴路線輪候時間長，並出現班次疏落、飛站等情況，要求小巴營運商改善服務質素。 |

## 本土綱領
作為一個以本土主義為綱領的政黨，青年新政認為所謂「本土」，其實主要是以香港人為本位為視點，從此視點去分析香港固有問題和自身困局，用以反思並檢討香港政策。因此對於「香港人」的定義，將是一切本土論述的出發點。
在青年新政的本土論述中，主張從思想的五個層面定義香港人，分別是：
| 層級   | 條件                 | 闡釋 |
| 第一層 | 認同香港價值觀       | 香港有其獨有的華洋混合歷史與文化，有自己的貨幣，使用正體字與粵語，一直以來於國際上亦能獨當一面，自英政府時期亦已確立三權分立及公民權，尊重法治精神，亦成為香港主要的價值觀，因此認同香港此等價值觀，乃是香港人之基本要求。 |
| 第二層 | 願意成為港人         | 要成為真正意義的港人，除了對香港價值觀的認同外，亦必須擁有成為這族群一份子的意願，願意融入香港文化。 |
| 第三層 | 以香港利益為依歸     | 作為港人需要考慮的，是該政策有否符合香港長遠發展與利益，而非盲目高舉大愛思想，當港人生存空間備受壓迫時，優先關心外地人感受，是絕對不合情理，外地人利益並非當地政府需要去考慮的事。                                         |
| 第四層 | 願意守護香港         | 當港人認同香港價值觀並願意成為一份子，一切以香港利益為依歸時，若此等價值觀與利益被侵蝕或影響，自應奮起保衛。 |
| 第五層 | 有「主體意識的覺悟」 | 香港自開埠以來即自成一格，施政並非全由殖民宗主國操控，即使主權移交之後，除國防與外交事務外，香港仍然在國防與外交事務以外享有自治權。港人須重塑自己的角色和定位，建立以香港為根的「主體意識」。                             |

青年新政認為只有滿足此五級層面，才算是真正意義的「香港人」，但在目前的單程證制度下，已保障新移民來港七年後，會自動成為香港永久居民，導致他們沒有動力融入香港社會，現時政府不但沒有計劃幫助這群「新移民」融入香港本土文化，反而容許新移民來港後可繼續說普通話、寫「殘體字」（此處指簡體字），在香港定居，開枝散葉，默許他們建立起自己的社區。青年新政認為又認為，情況更嚴峻的是政府推行普教中，默許香港學生學習「殘體字」，取代「正體字」，這樣的政策預料會成為香港最大的隱患。因此青年新政主張在源頭把關，收回移民審批權，修改單程證制度，方能令香港長治久安。
對於被問到會否害怕因其本土的立場，而得罪1997年後由大陸移居本港的一批選民，黃埔社區主任游蕙禎及鄺葆賢表示，本土立場與新移民的身份並無矛盾。她們認為對於新移民來說，更多人移居本港不一定是好事，反而他們自身既資源都會被分薄、減少。她們指出，本土主義針對的應是移民政策本身，要重奪單程證的審批權，而非針對已到港的新移民本人。

## 政治立場
下表為青年新政對各議題的立場：
| 議題     | 成員                    | 日期          | 立場 |
| 光復行動 | 全體成員                | 2015年4月1日  | 支持所有為守護香港人而付出的朋友，不會因光復行動而「篤灰」、譴責，聲明指成員都經歷過雨傘革命，但出於各種原因，未必負擔得起走上最前線的風險。因此相對於跟隨現有組織的定位和策略，專注街頭抗爭，更希望能在別處燃起另一條戰線，爭取輿論，減輕街上同路人所受的壓力，並且就政策層面在議會提供支援，恢復香港人的正常生活空間。                                                                    |
| 光復行動 | 周世傑（發言人）        | 2015年4月21日 | 接受 MyRadio 節目《素人起義》的專訪，認為「光復行動」是被政府妖魔化，指最大問題並非參與光復行動的示威者。 |
| 以武制暴 | 全體成員                | 2015年4月1日  | 當遭遇暴力時，無論施暴者身份為何，在別無選擇下，請用必要的方法保護自己，免受傷害。另外，在場市民可行駛刑事訴訟程序條例第221章101A條（101 拘捕令，任何人可無需手令而逮捕任何他合理地懷疑犯了可逮捕的罪行的人），而第221章101A條亦註明， 任何人於防止罪案時或於進行或協助合法逮捕罪犯或疑犯或非法地不在羈留中的人時，可使用就當時環境而言屬於合理的武力。當然示威者對行動的臨場判斷必須謹慎。 |
| 三跑     | 全體成員 （撰文：天行） | 2015年4月5日  | 認為「三跑」工程繞過立法會財委會撥款，是違反程序公義，且沒有跟大陸當局討論空域問題，最終只會淪為「大白象工程」。更有甚者，香港政府有意提出由粵港共同管理空域，顯然有出賣香港航空自主權之嫌。 |

## 核心理念
2015年3月29日，青年新政在成立三個月後召開記者會，表示以「公平公義，港人優先」為大原則，並提出其七大核心理念，包括：
重奪屬於港人的雙普選
維護高度自治
維護香港本土利益
捍衛本土文化
提高公民政治參與度
捍衛言論自由
維護網絡自由

在當日發表的新聞稿中，青年新政已表示會傾向本土路線，包括：
| 政綱                       | 闡釋 |
| 確立港人身份認同           | 捍衛本土文化、語言文字、法治體制，重視本地歷史。                                                             |
| 捍衛港人生存空間           | 政策以港人利益為優先，包括人口、土地房屋、城市規劃、教育、醫療、福利等。                                     |
| 鼓勵經濟自主，支持產業多元 | 本港的必需品如水電等，需以自給自足為目標，另外支持推動科研、文化產業、農業，及反對經濟過份依賴單一境外市場。 |

青年新政亦在記者會上呼籲所有傳統政黨為港人著想，切勿偏執於固有思維，強求選民含淚投票，再做「有上限爭取、無下限妥協」的政棍，勿再支持任何出賣香港人的議案，並強調絕不會視賣港賊為同路人。此外他們亦表明只會與傘後政治團體合作避免撞區，但否認組織成立目的是為了狙擊泛民，目標是在保皇黨同泛民外建立第三勢力，重奪議會。
發言人周世傑表示，青年新政希望成為代表年青人的聲音，但不代表他們會敵視老年人，他們站出來的目的只是為了捍衛香港的利益，預計在區選派出八人出選油尖旺、九龍城及中西區，但召集人梁頌恆承認，現時才開始擬定參選計劃是太遲，但落區時有居民問清楚他們是否保皇黨，否認之後，就歡天喜地接傳單，他認為不少港人都希望求變。
對於經費的問題，成員游蕙禎表示，直到當時尚未有公眾募捐計劃，但所有開支均由成員支付，暫已墊支6位數資金，並將準備設立捐款制度，但會拒絕任何有前設的政治捐款。
這次記者會另一個焦點就是被評為「樣貌標緻」的成員游蕙禎。記者會後幾日內，已有網民在facebook開了一個新專頁「青年新政女神游蕙禎bb粉絲團」，對此游蕙禎覺得受寵若驚。但她也強調，希望大家多留意青年新政及她的實際工作，樣貌受人關注並非自己所願，亦不打算以此作為賣點。她亦澄清，「青年新政女神游蕙禎bb粉絲團」絕非由她本人或青年新政成員所開。

## 組織架構
現時青年新政的所有事務由核心團隊（Core Team）全權負責，只設立召集人及發言人，為核心團隊的當然成員，目前沒有召集人及發言人，與另一本土派組織本土民主前線一樣群龍無首。
青年新政的核心團隊轄下分別為公關部（PR Team），編輯部（Editorial Team）及地區部（District Team）。公關部主要負責製作對外宣傳，出版及設計。編輯部主要負責政策、文宣及論述，而青年新政的官方 facebook 及 instagram 均由編輯部成員負責管理。至於地區組則主要負責選舉工程，進行地區工作。
與傳統泛民政黨的「大佬文化」相比，青年新政的諮詢模式是從由下而上，所有成員都能參與其中，例如組織的中英文名稱及標誌設計均經過全體成員討論及表決；為提高成員的參與度，他們有「手牽手政策」，規定成員只可推薦熟悉、且有相近想法的朋友加入組織。經過這一道審查，便能確保新成員理念一致，並肯定他們願意投放時間參與組織活動，從而令組織結構更緊密。

## 議員

### 立法會議員
| 界別     | 選區     | 姓名     | 2016-2021 | 備註                                                            |
| -------- | -------- | -------- | --------- | --------------------------------------------------------------- |
| 地方選區 | 九龍西   | 游蕙禎   | →         | 因違反基本法第104條而被取消議員資格，立法會主席無權為他們監誓。 |
| 地方選區 | 新界東   | 梁頌恆   | →         | 因違反基本法第104條而被取消議員資格，立法會主席無權為他們監誓。 |
| 所得議席 | 所得議席 | 所得議席 | 2 → 0     |                                                                 |

### 區議員
2016年1－6月，青年新政在1個區議會共有1個議席，議員包括：
| 區議會   | 代號 | 選區   | 姓名   | 備註       |
| -------- | ---- | ------ | ------ | ---------- |
| 九龍城區 | G19  | 黃埔西 | 鄺葆賢 | 6月3日退黨 |

## 選舉
青年新政2016年參加立法會選舉。2016年的得票數字包含合組名單參選的黃俊傑及天水圍民生關注平台的王百羽的共同得票。

### 立法會選舉
| 選舉 | 民選得票 | 民選得票比例 | 地方選區議席 | 功能界別議席 | 總議席 | +/- |
| 2016 | 68,568   | 2.66%        | 2            | 0            | 2 / 70 | 2 ▲ |

### 區議會選舉
| 選舉 | 民選得票 | 民選得票比例 | 民選議席 | 當然議席 | 總議席  | +/- |
| 2015 | 12,520   | 0.87%        | 1        | 0        | 1 / 458 | 1 ▲ |

### 選舉結果
| 區域                     | 選區         | 候選人 | 得票    | 結果 |
| 2015年香港區議會選舉結果 |              |        |         |      |
| 中西區                   | A06 觀龍     | 梁頌恒 | 1,569票 | 落敗 |
| 中西區                   | A07 堅摩     | 周世傑 | 838票   | 落敗 |
| 油尖旺區                 | E10 大角咀南 | 黎耀駿 | 1,362票 | 落敗 |
| 油尖旺區                 | E12 大南     | 趟旭光 | 606票   | 落敗 |
| 油尖旺區                 | E13 旺角北   | 黃家俊 | 869票   | 落敗 |
| 九龍城區                 | G19 黃埔東   | 游蕙禎 | 2,041票 | 落敗 |
| 九龍城區                 | G20 黃埔西   | 鄺葆賢 | 2,114票 | 當選 |
| 葵青區                   | S28 青衣南   | 葉荏碩 | 1,654票 | 落敗 |
| 葵青區                   | S31 長安     | 黃俊傑 | 1,467票 | 落敗 |

## 已退出成員
- 發言人周世傑於2016年2月2日退出青年新政。

- 九龍城區議員（黃埔西）鄺葆賢醫生於2016年6月3日退出青年新政。[65][66]由於鄺葆賢是青年新政唯一區議員，其在青年新政「六四火場論」爭議爆出之際離去[67]，青年新政在事件中受到質疑，包括前發言人周世傑在內，都要求青年新政交代事件[68]，以「扭回正軌」[69]。
- 黎耀駿因重返職場的關係而退出青年新政，後加盟同為ALLinHK成员的東九龍社區關注組[70]。
- 前立法會議員游蕙禎於2019年6月28日退出青年新政。[71]
- 前立法會議員梁頌恆於2020年12月11日退出青年新政，並出走美國[72]。

## 外部連結
- 青年新政的Facebook專頁
- 青年新政官方網站